# HD 58978
HD 58978 è una stella gigante brillante azzurra di magnitudine 5,6 situata nella costellazione del Cane Maggiore. Dista 1418 anni luce dal sistema solare.

## Osservazione
Si tratta di una stella situata nell'emisfero celeste australe; grazie alla sua posizione non fortemente australe, può essere osservata dalla gran parte delle regioni della Terra, sebbene gli osservatori dell'emisfero sud siano più avvantaggiati. Nei pressi dell'Antartide appare circumpolare, mentre resta sempre invisibile solo in prossimità del circolo polare artico. La sua magnitudine pari a 5,6 la pone al limite della visibilità ad occhio nudo, pertanto per essere osservata senza l'ausilio di strumenti occorre un cielo limpido e possibilmente senza Luna.
Il periodo migliore per la sua osservazione nel cielo serale ricade nei mesi compresi fra dicembre e maggio; da entrambi gli emisferi il periodo di visibilità rimane indicativamente lo stesso, grazie alla posizione della stella non lontana dall'equatore celeste.

## Caratteristiche fisiche
La stella è una gigante brillante azzurra ma viene classificata anche come stella subgigante; è comunque una stella di grande massa, che potrebbe terminare la sua vita esplodendo in supernova, vista la massa superiore alle 9 M⊙.
Possiede una magnitudine assoluta di -2,59 e la sua velocità radiale positiva indica che la stella si sta allontanando dal sistema solare.